# Максимов, Евгений Николаевич (художник)
Евгений Николаевич Максимов (род. 9 августа 1948, Кашира, Московская область, РСФСР, СССР) — советский и российский художник-монументалист, живописец, педагог, профессор МГАХИ им. В. И. Сурикова. Вице-президент и академик-секретарь отделения живописи и монументального искусства Российской академии художеств.
Академик РАХ (2001; член-корреспондент 1999). Народный художник РФ (2005). Лауреат Премии Правительства РФ (2012).

## Биография
Максимов Евгений Николаевич родился 9 августа 1948 года в городе Кашира Московской области. Евгений Максимов после пятого класса поступил в среднюю школу при Академии художеств в Москве.
Окончил Московский художественный институт имени В. И. Сурикова в 1973 году. (Мастерская монументального искусства по специальности художник-живописец), в 1982 году — очную ассистентуру-стажировку у руководителя К. А. Тутеволь.
Во время учёбы Максимов начал выставлять свои работы на московских, областных и республиканских художественных выставках.
С 1975 по 1977 год работал художником-исполнителем в монументальном цехе Комбината художественных работ Московского областного художественного фонда РСФСР.
Государственная, общественная и педагогическая деятельность
- Преподаватель в Московском художественном институте имени В. И. Сурикова, а с 1990 года руководит мастерской монументальной живописи.
- Старший преподаватель кафедры рисунка (1982 года)
- Заведующий кафедрой рисунка, доцент, профессор кафедры живописи и композиции, заведующий кафедрой живописи и композиции (с 2000 года)
- Руководитель монументальной мастерской (с 1990 года)
- Проректор по творческой и выставочной работе МГАХИ им. В. И. Сурикова.
- Возглавляет кафедру монументальной живописи факультета церковных художеств в Православном Свято-Тихоновском гуманитарном университете (с 1997 года)

Участник городских, зональных, республиканских, всесоюзных, федеральных и международных выставок с 1972 года.
Живёт в Москве.

## Государственные и общественные награды и премии
- Орден «За заслуги в культуре и искусстве» (1 февраля 2025 года) — за вклад в развитие отечественной культуры и искусства, многолетнюю плодотворную деятельность[4]
- Орден Дружбы (25 декабря 2014 года) — за большие заслуги в развитии отечественной культуры и искусства, многолетнюю плодотворную деятельность[5]
- Золотая медаль РАХ (2002)
- Премия Москвы в области искусств (2002)
- Премия Правительства Российской Федерации в области культуры и искусства (22 декабря 2012 года) — за создание цикла росписей православных храмов в г. Москве[6]
- Орден преподобного Сергия Радонежского III степени (2000)
- Орден Андрея Рублёва III степени (2004)
- Орден святителя Иннокентия, митрополита Московского и Коломенского III степени (2008)
- Медали и почётные грамоты Русской Православной Церкви
- Ордена Святой Анны III степени Российского Императорского Дома (2014)
- Первые премии отечественных и зарубежных конкурсов

## Звания
- Народный художник Российской Федерации (26 мая 2005 года) — за большие заслуги в области изобразительного искусства[7]
- Заслуженный деятель искусств Российской Федерации (11 апреля 1994 года) — за заслуги в области изобразительного искусства[8]
- Академик Российской академии художеств (Отделение живописи, с 2001 года)
- Член Президиума РАХ
- Академик-секретарь Отделения живописи РАХ (2001)
- руководитель творческой мастерской монументальной живописи РАХ (с 2001 года)
- Вице-президент РАХ (2017 года)
- Профессор (1999)

## Основные произведения
В Храме Христа Спасителя в Москве: роспись свода главного купола и роспись малых куполов, роспись Преображенской Церкви (Нижний храм), роспись Зала церковных соборов комплекса и сводов Кувуклии. В Свято-Введенской Оптиной пустыни (Калужская область): руководитель росписи (фреска) Казанского собора (1996—1998) и Владимирского храма (1998). Роспись Свято-Николаевского Патриаршего собора в Нью-Йорке (США). Роспись храма во имя св. Георгия Победоносца (Никозия, Кипр). Роспись храма св. Модеста Иерусалимского (св.гора Афон, Греция). Роспись плафона нового корпуса Большого театра (совместно с З. К. Церетели). Роспись залов приемов Галереи искусств Зураба Церетели. «Московская помещица» портрет Екатерины II (музей Царицыно).
Иконопись: «Святая Марина» и «Обретение и воздвижение Святого Креста» (в церкви Панагии Элеусы, Модулас, Кипр, 1991 г.), «Христос Пантократор» (мозаичная икона, Лондон, 1993), «Спас Нерукотворный» (мозаичная икона, церковь во имя Тихвинской иконы Божьей Матери, Московская область, 1994), «Тайная вечеря» (частное собрание, Кипр, 1995).